# الدوري الأرمني الممتاز 1995–96
الدوري الأرمني الممتاز 1995–96 (بالأرمنية: Հայաստանի Բարձրագույն խումբ 1995-96)‏ هو الموسم 4 من  الدوري الأرمني الممتاز. أشرف على تنظيمه اتحاد أرمينيا لكرة القدم، وكان عدد الأندية المشاركة فيه  12، وفاز فيه بيونيك يريفان.